# Luzzu

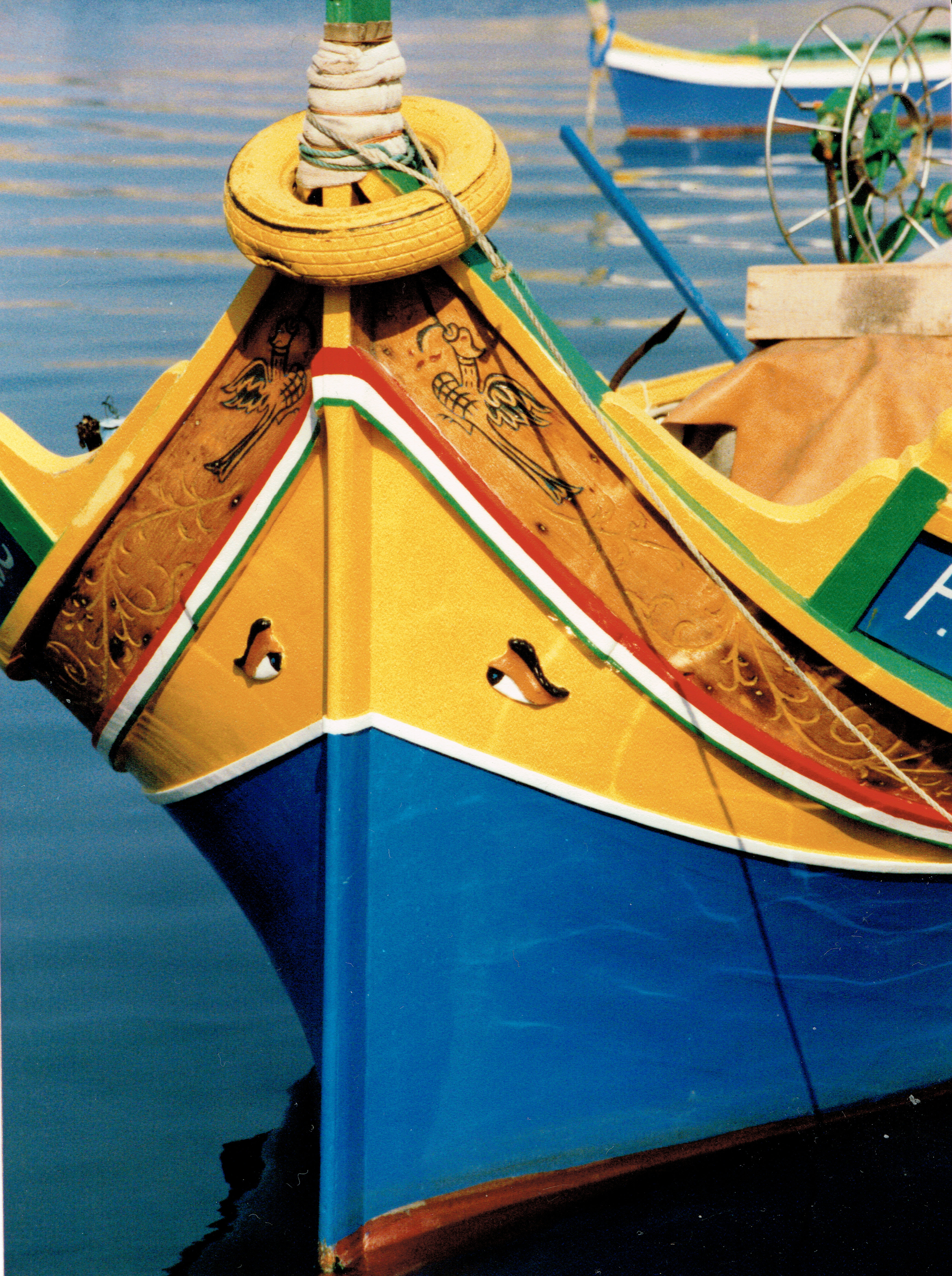
Een Maltese luzzu

Een Luzzu, in het Maltees uitgesproken als lwtsw, is een traditionele vissersboot op de Maltese eilanden. Vooral het uiterlijk van de boot is opvallend, omdat verschillende kleuren het bootje opvrolijken. De kleuren zijn echter niet lukraak gekozen en hebben elk hun eigen betekenis.
| Kleur | Betekenis            |
| ----- | -------------------- |
| Rood  | Officiële landskleur |
| Wit   | Officiële landskleur |
| Geel  | Kleur van de zon     |
| Blauw | Kleur van het water  |
| Bruin | Kleur van de aarde   |
| Groen | Kleur van de hoop    |

Op de boeg van een Luzzu tref je ook steeds een paar ogen aan. Deze ogen zijn overgenomen uit een Fenicische traditie en beschermen de zeevaarder tegen kwade geesten op zee.
Het vissersdorpje Marsaxlokk staat bekend om het grote aantal Luzzu's dat hier voor anker ligt. De traditionele vissersbootjes zijn daarnaast verwerkt in de talloze souvenirs die te koop zijn op het eiland.